# Kurt Warnekros
Kurt Warnekros, född 15 november 1882 i Neustrelitz, död 30 september 1949 i Paris, var en tysk gynekolog och den förste som lyckades genomföra könskorrigerande kirurgi.

## Biografi
Kurt Warnekros föddes den 15 november 1882. Han var son till professorn i medicin Ludwig Warnekros. Kurt Warnekros studerade medicin i Würzburg och Berlin från 1902 till 1907. Han avlade examen i medicin 1908 och arbetade på kvinnosjukhus vid universitetet i Berlin från 1909. År 1918 blev Warnekros utnämnd till professor och år 1924 blev Warnekors chef på sjukhuset. Förutom att arbeta som gynekolog arbetade Warnekros även vetenskapligt inom röntgenområdet och tog röntgenbilder av spädbarn i livmodern.

## Lili Elbe
År 1930, på sin resa till Paris, tog Warnekros Lili Elbe (född Wegener) som patient. Som ett resultat arrangerade Warnekros en serie operationer som fungerade som Elbes feminiserande genitoplastik. Detta var efter operationen gjord på Magnus Hirschfeld's Institute for Sexual Research] för att operera bort Elbes testiklar. En serie av tre operationer var gjorda. Lili dog efter den sista operationen, när hennes kropp avvisade livmodern.